# Oponešice (tvrz)
Tvrz Oponešice byla tvrz v Oponešicích v okrese Třebíč, v polovině 16. století byla přestavěna na sýpku. Je památkově chráněna jako kulturní památka ČR.

## Popis
Bývalá tvrz leží v areálu lihovaru na severozápadním okraji obce, tvrziště mělo rozměry kolem 30 x 22 metrů a bylo obklopeno 20 metrů širokým a cca 3 metry hlubokým příkopem. Tvrz měla podobu obdélné stavby, měla tři patra a silné kamenné zdi. Její rozměry jsou 8 x 11 metrů. Po přestavbě na sýpku byl původní vzhled značně upraven. Budova je kryta vysokou sedlovou střechou, na severovýchodní straně budovy je vstup a také opěrný sloup sahájící do poloviny výšky budovy.

## Historie
Postavena měla být pravděpodobně v polovině 14. století, v tu dobu byli majiteli Oponešic Vilém a později i Nevhlas z Oponešic. V roce 1496 sídlil na tvrzi Jan z Oponešic, v roce 1511 byla prodána Ctiborem z Batelova Bohušovi z Čechtína, ten na tvrzi sídlil do roku 1542, kdy se Oponešice staly součástí budkovského panství a tvrz se stala součástí nově vybudovaného dvora, byla přestavěna a v polovině 16. století byla přebudována na sýpku. Jako sýpka slouží až dodnes.